# Estação Vista Alegre (Belo Horizonte)
Vista Alegre é uma estação da futura Linha 2 do Metrô de Belo Horizonte. Ficará localizada no bairro de mesmo nome e atualmente encontra-se com obras paralisadas, mas que serão retomadas a partir do 2º semestre de 2024. Sua inauguração é prevista para 2027.